# Август Лудвиг фон Барби-Мюлинген
Август Лудвиг фон Барби-Мюлинген (на немски: August Ludwig von Barby und Mühlingen; * 5 август 1639 в Розенбург; † 17 октомври 1659 във Волфенбютел) от род Арнщайн е граф на Барби-Мюлинген. С него родът изчезва по мъжка линия.

## Proizhod
Той е син на граф Албрехт Фридрих фон Барби-Мюлинген (1597 – 1641) и съпругата му графиня София Урсула фон Олденбург-Делменхорст (1601 – 1642), дъщеря на граф Антон II фон Олденбург-Делменхорст (1550 – 1619) и Сибила Елизабет фон Брауншвайг-Даненберг (1576 – 1630). През Тридесетгодишната война фамилията живее при граф Лудвиг Гюнтер I фон Шварцбург-Рудолщат (1581 – 1646) в дворец Хайдексбург в Рудолщат.